# Малмсбери
Малмсбери (англ. Malmesbury) — небольшое поселение на юго-западе Англии (Уилтшир) на реке Эйвон. Ныне городок насчитывает около 5 тыс. жителей.

Малмсбери (Malmesbury) на карте Англии X века

Малмсбери появился в раннем Средневековье вокруг основанного в 675 году Малмсберийского аббатства (в этом году аббатом стал Альдхельм). Ранее здесь жил и был похоронен ирландский монах Мэлдуб. Одним из настоятелей этого аббатства вплоть до своей смерти в 877 году был Иоанн Скот Эриугена. В 939 году здесь был погребен английский король Этельстан. В XII веке здесь жил Вильям Мальмсберийский. В 1539 году Генрих VIII в рамках тюдоровской секуляризации распустил монастырь, здания перешли в частные руки, а город потерял свое значение. В 1877 году в Малмсбери появилась железнодорожная станция. Одной из главных достопримечательностей города являются сады аббатства (2 га), расположенные возле руин монастыря.